# Kiel Baltic Hurricanes

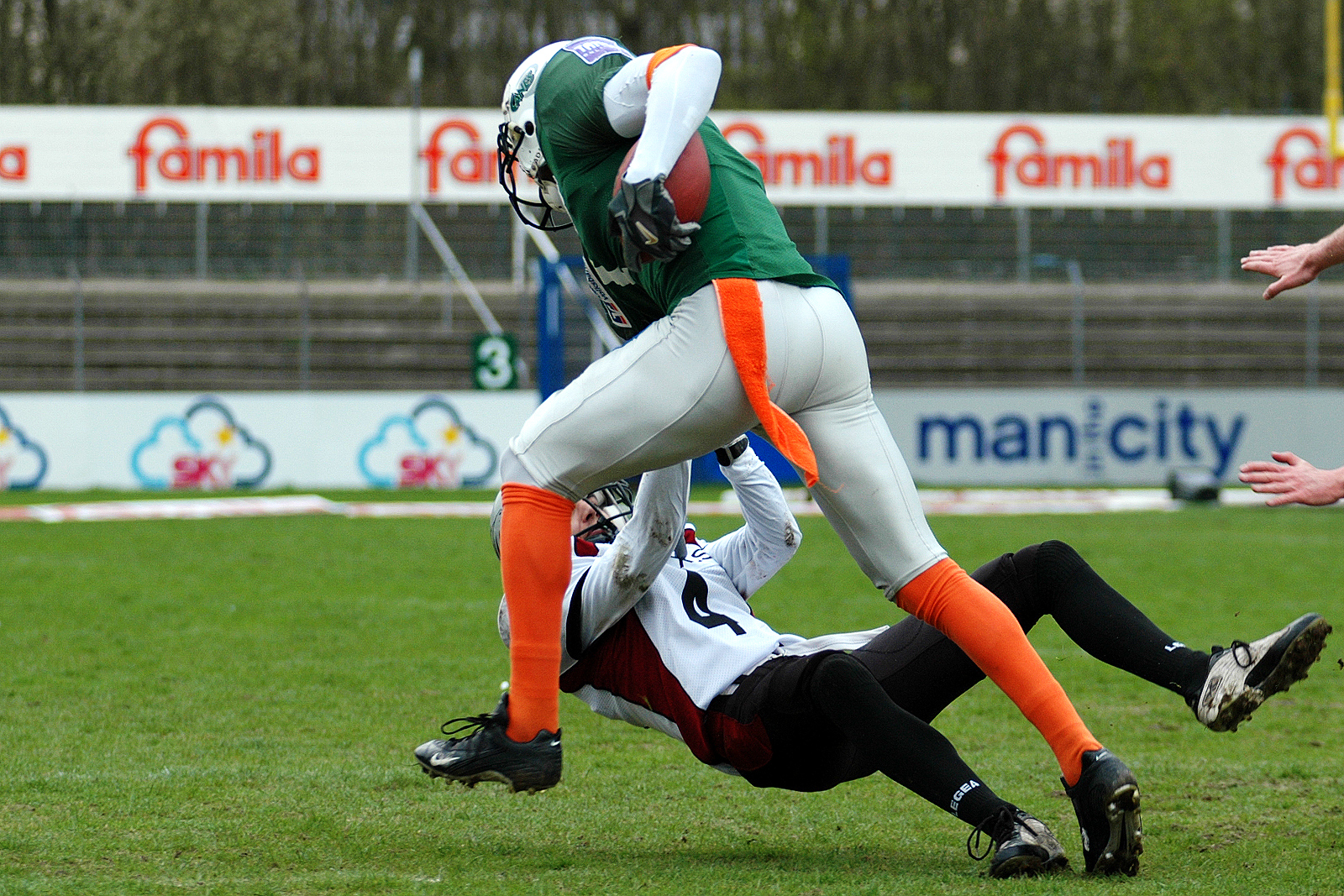
Un jugador de Kiel corriendo con el balón.

Kiel Baltic Hurricanes (español: Huracanes bálticos de Kiel) es el equipo de fútbol americano del club deportivo American Sports Club Kiel e.V., con sede en Kiel, Schleswig-Holstein (Alemania). Utiliza el mismo sobrenombre y los mismos colores que los Miami Hurricanes. 

## Historia

#### Inicios
Fundado en 1988, los Kiel Baltic Hurricanes participaron por primera vez en el fútbol competitivo en 1989, cuando ingresaron en la Landesliga Nord la cuarta división alemana. El club tuvo un éxito rápido, llegando a la segunda Bundesliga Nord en 1993. Después de dos campeonatos consecutivos en esta liga, los Huricanes jugaron en la  1ra Bundesliga Nord  desde 1996. Esta liga Con el tiempo se convertiría en la German Football League. Los Huricanes llegaron a los play-offs desde 1997 hasta 2000, llegando a las semifinales una vez, en 1999.

#### Retirada y regreso
De 2000 a 2003 se retiró a la Regionalliga: después de las adversidades económicas, los baltic Huricanes terminaron en el 6 ° lugar en el 2001 y 2002 GFL Nord. Después de perder la relegación contra Dresden Monarchs en 2002, el equipo de Kiel se retiró para la siguiente temporada inicialmente en la Regionalliga Nordost. Al final de la temporada 2003, sin embargo, consiguió el ascenso directo a la segunda liga.
De 2004 a 2006 estuvieron en la  GFL 2. Después del ascenso inmediato, los Huricanes terminaron segundos en 2004. En 2005 estaban frente a los Rebeldes de Berlín y al Langenfeld Longhorns, campeón de la 2nd League North. Sin embargo, en la relegación al ascenso en el GFL, los Hurricanes no pudieron afirmarse contra las Dusseldorf Panthers . Para la temporada 2006 , se habían reforzado nuevamente. Así, entre otras cosas, el experimentado receptor abierto Estrus Crayton, que estuvo en 2005 en la escuadra del Berlin Adler. Después del campeonato de la 2ª Bundesliga Nord y la nueva relegación contra el Düsseldorf Panther(Primera etapa: 30: 0, segunda etapa 27:30) los Huracanes hicieron el ascenso al GFL Nord.

#### Primer Título
En 2010 conseguirían su primer título, el German Bowl XXXII tras vencer por 17-10 a Berlin Adler.
También conseguía dos  EFL
En los años 2014 (40-0 contra Badalona Dracs y en 2015 (49-28 contra Allgäu Comets).

## Palmarés
- Liga alemana: 1 campeonato (2010).
- EFL Bowls: Campeonatos (2014 y 2015)